# Dělová koule

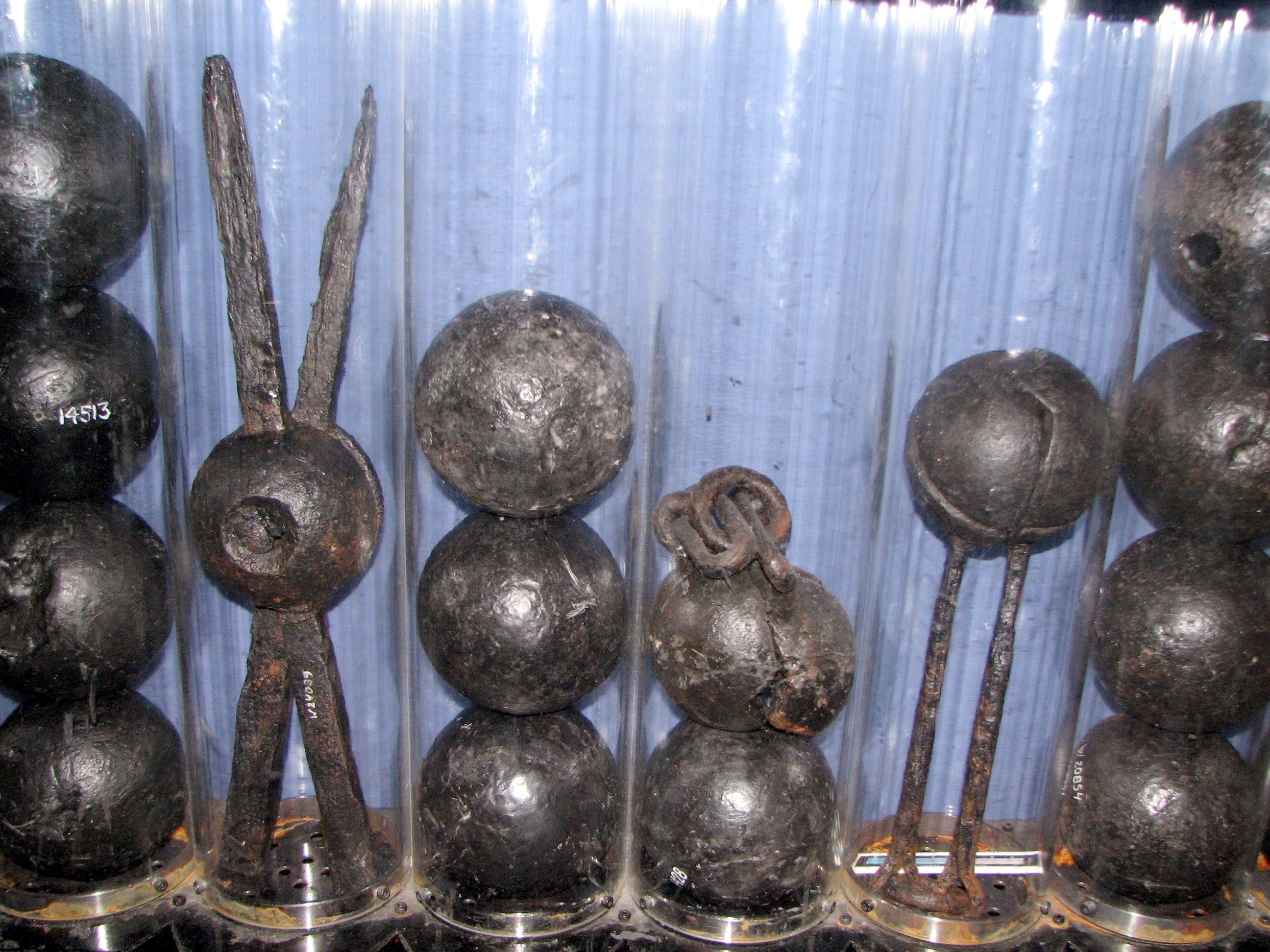
Různé typy dělových koulí ze švédské lodi Vasa

Dělová koule je zastaralý druh projektilu, který byl používán v kanónech. Původně byly dělové koule vyráběny z kamene, od 17. století ze železa. Byly používány zejména při dobývání opevněných staveb, ale i ve válkách v otevřeném poli. V současné době se dělové koule již nepoužívají, byly nahrazeny projektily s větší účinností (například dělostřeleckými granáty).
Hmotnost dělových koulí se v minulosti používala také k určování ráže děl. Například osmnáctiliberní dělo bylo dělo s takovým vnitřním průměrem hlavně, že jím prošla železná dělová koule o hmotnosti právě 18 liber.